# Frightened Rabbit
Frightened Rabbit was een indierockband uit de Schotse stad Selkirk.
De band, die begon met drie leden, bracht haar eerste album "Sing the Greys" uit in 2006. Dit album werd later opnieuw uitgebracht in 2007 via het onafhankelijke platenlabel FatCat Records. Het tweede studioalbum van de band, getiteld "The Midnight Organ Fight", kwam uit in 2008. Sindsdien is de band uitgebreid met twee nieuwe leden, waarmee het derde album werd opgenomen. Dit album, getiteld "The Winter of Mixed Drinks", kwam uit op 1 maart 2010. De band stond op 10 januari 2013 op het Eurosonic festival in Groningen. Het album "Pedestrian Verse" is in februari 2013 uitgebracht.
Op 11 mei 2018 werd bekend dat zanger Scott Hutchison was overleden nadat hij een paar dagen eerder was verdwenen.

## Discografie

### Albums
- Sing the Greys (2006)
- The Midnight Organ Fight (2008)
- The Winter of Mixed Drinks (2010)
- Pedestrian Verse (2013)
- Painting of a Panic Attack (2016)

### Live
- Quietly Now! (2008)

### Singles
- Be Less Rude/The Greys (november 2007)
- It's Christmas So We'll Stop (december 2007)
- Head Rolls Off (maart 2008)
- Fast Blood (mei 2008)
- I Feel Better (september 2008)
- It's Christmas So We'll Stop (december 2008)
- Swim Until You Can't See Land (november 2009)
- Nothing Like You (februari 2010)
- The Woodpile (december 2012)
- Get Out (maart 2016)